# Summit (Dakota del Sud)
Summit è un comune degli Stati Uniti d'America, situato in Dakota del Sud, nella contea di Roberts.